# 金囊藻目
金囊藻目（学名：Chrysocapsales）為藻類植物之一目。該植物於植物分類表上，歸於金藻門 (Chrysophyta)金藻綱 (Chrysophyceae)，同綱者尚有金胞藻目（Chrysomonadales）。

## 下属分类
本科包括以下属：
- Naegeliellaceae